# Meszno (Ermland-Mazurië)
Meszno (Duits: Meschkrupchen; 1938-1945: Meschen) is een plaats in het Poolse woiwodschap Ermland-Mazurië, in het district Gołdapski. De plaats maakt deel uit van de gemeente Dubeninki.